# Lill-Tillammstjärnen
Lill-Tillammstjärnen är en sjö i Ljusdals kommun i Hälsingland och ingår i Delångersåns huvudavrinningsområde.